# ARX (страхова компанія)
Страхова компанія «АРКС» — українська страхова компанія, створена 2007 року як «АХА Страхування». 2018 року увійшла до складу канадської групи Fairfax Financial Holding. З 2019 року почала працювати під брендом ARX.
Сума валових страхової ARX, яка займається ризиковим страхування, за 3 місяці 2024 року склала понад 946 млн грн та входить у ТОП-3 за обсягом премій.
Основні напрямки діяльності — страхування автотранспорту, зокрема, КАСКО, також страхування воєнних ризиків.

## Історія
1994 року була створена компанія «Веско». Компанія здійснювала всі види страхування, крім страхування життя, спеціалізувалася на класичному майновому страхуванні, комплексному обслуговуванні корпоративних клієнтів, банківському страхуванні, страхуванні автотранспорту, вантажів, багажу, страхування від нещасних випадків. Компанія мала 40 регіональних підрозділів.
2001 року була створена компанія «Український страховий Альянс», яка спеціалізувалася на обов'язковому й добровільному ризиковому страхуванні. Компанія належала АКІБ «Укрсиббанк» (51 % акцій якого на той час контролювала фінансова група BNP Paribas). Договір страхування можна було оформити у будь-якому з понад 1000 відділень Укрсиббанку.
2007 року французька страхова група AXA придбала компанію «ВЕСКО» та «Український страховий альянс», після злиття фірм була утворена компанія AXA Страхування.
2013 року була заснована компанія «AXA Страхування Життя».
2018 року група AXA вирішила вийти з українського ринку і акції компанії придбав канадський Fairfax Financial Holding. Компанія продовжувала працювати під брендом AXA. 2019 року компанія змінила назву на ARX.
У квітні 2020 року, на початку пандемії COVID-19 в Україні, компанія пожертвувала 300 000 грн на закупівлю захисних костюмів та масок для медиків Київської міської лікарні № 9.
2022 року, після повномасштабного вторгнення РФ до України, компанія заявила про перерахування $1 млн для Червоного Хреста для допомоги українцям і що пожертвувала 7,6 млн грн на ЗСУ.
За час повномасштабного вторгнення компанія перерахувала понад 56 млн грн на потреби ЗСУ.
З вересня 2023 року ARX запровадила послугу страхування майна від воєнних ризиків, що дозволяє бізнесам зменшувати ризики втрати майна внаслідок воєнних дій та залучати додаткове фінансування.
У червні 2024 року компанія перерахувала 500 тис. грн на благодійну допомогу центру реабілітації Superhumans.

## Послуги

### КАСКО
2019 року середня премія КАСКО становила 25-30 тис. грн. Станом на 2020 рік, КАСКО склали 59 % в портфелі компанії.
У 2023 році клієнти КАСКО отримали страхових виплат на суму понад 834 млн грн за 15 779 страховими справами.

### Медичне страхування
Для Києва, Харкова, Одеси, Львову та Запоріжжя діяла послуга добровільного медичного страхування. 
Станом на 2020 рік ця послуга складала 19 % в портфелі компанії.

### Страхування воєнних ризиків
З вересня 2023 року компанія пропонує КАСКО «Залізний купол», що покриває пошкодження та знищення автомобіля в Україні, окрім окупованих територій та зон бойових дій.
У червні 2024 року ARX з американською DFC у співпраці з АON запустили фонд зі страхування від воєнних ризиків середнього бізнесу на суму $50 млн.
У липні того ж року ARX з KMZ Industries, яка спеціалізується на обладнанні для переробки зерна і зерносховищ, запустили програму страхування елеваторів від воєнних ризиків.

## Фінансові показники
За даними журналу «Insurance TOP» за 2019 рік компанія здійснила страхові виплати на суму 990 млн грн (№ 2 у рейтингу компаній страхування ризиків) та отримала страхових платежів на суму 2,3 млрд грн (№ 1 в рейтингу). Рівень виплат становив 43 %, рівень перестрахування ризиків — 4,82 %.
За даними НБУ в першому півріччі 2021 року СК «АРКС» (бренд ARX) стала лідером за сумою чистих зароблених страхових премій (1,319 млрд грн.) За чистим прибутком СК «АРКС» посідала друге місце (123,6 млн грн.), за страховими виплатами та відшкодуваннями — третє (603 млн грн.).
У 2023 році дохід ARX зріс на 32 % та становив 4 млрд грн страхових премій. Компанія зібрала майже 2 млрд грн премій КАСКО, що на 29 % більше, ніж минулого року.

## Рейтинги
Найбільша страхова компанія на ринку КАСКО, зокрема за обсягом чистих премій та страхових виплат.

### 2019
- 2019 — № 3 у рейтингу страхових компаній України у сфері медичного страхування.[47]
- 2019 — № 4 у рейтингу страхових за ДМС за версією Форіншурер.[48]
- 2019 — один з лідерів за надійністю[49][50][51].

### 2020
- 2020 року компанію назвали лідером на ринку КАСКО за версією журналу Бізнес.[52][53][54]
- 2021 року видання Бізнес назвало ARX «Автостраховиком року КАСКО».[53]
- перше півріччя 2021 — видання «Дєньґі.юа» поставило компанію на п'яте місце у рейтигу надійних страхових компаній.[55]

### 2021
- Фінансовий Оскар, «Найпрофесійніша страхова компанія».[53]
- Компанія ARX посіла 3 місце у номінації "«Провідні технології та інновації — страхові компанії» за версією FinAwards 2021.[56]

### 2022
- Найкращий клієнтський сервіс за версією Finawards[57]
- Найкращий продукт страхової компанії: КАСКО за версією Finawards[57]

### 2023
- № 1 у рейтингу TOP-25 Largest Non-Life Insurance Companies in Ukraine за версією Beinsure[58]
- № 1 у рейтингу TOP-10 Largest Life Insurance Companies in Ukraine за версією Beinsure[59]

### 2024
- Найкращий продукт страхової компанії: КАСКО за версією Finawards[60][61]
- Найкращий клієнтський сервіс за версією Finawards[60]
- Найкраща digital компанія за версією Finawards[60]
- Найкраща репутація на страховому ринку України за версією «Репутаційні АКТИВісти»[62]
- Найкраща страхова компанія України 2024 за версією Delo.ua[26]
- Голова правління СК ARX Андрій Перетяжко — найкращий СЕО страхової компанії, за версією Finawards 24[41]